# Krzysztof Walencik
 (janvier 2018).
Krzysztof Walencik (né le 26 février 1965) est un lutteur polonais.

## Palmarès

### Championnats d'Europe
- Médaille de bronze en catégorie des moins de 74 kg en 1992